# Лик, Джон
Джон Лик (англ. John Leake; 4 июля 1656 — 21 августа 1720) — английский адмирал и политик конца XVII — начала XVIII века. С 1708 по 1715 год заседал в Палате общин.

## Биография
Родился в Ротерхайте. Был вторым сыном артиллериста Ричарда Лика.
В качестве капитана отличился в нескольких морских сражениях, включая осаду Дерри, во время которой провёл конвой к осаждённым, чем обеспечил их победу.
Во время Войны Аугсбургской лиги участвовал в сражениях при бухте Бентри (1689 год), при Бич-Хед (1690 год) и при Барфлёре (1692 год).
Вскоре после начала Войны за испанское наследство Лик получил назначение на HMS Exeter и выступил 22 июля 1702 года выступил из Плимута в числе восьми судов, направлявшихся к Ньюфаундленду с целью атаковать французские поселения и корабли. Эскадра уничтожила или захватила 51 неприятельский корабль и сожгла все французские поселения на острове. По возвращении в Англию Лик был произведён в контр-адмиралы. Ему также предложили рыцарский титул, но Лик отказался. В марте 1703 года ему было присвоено звание вице-адмирала.
В 1704 году Лик отправляется на Средиземное море и участвует в штурме и захвате Гибралтара под командованием Джорджа Рука. Через месяц он обороняет город от ответной атаки французов, командуя HMS Prince George в сражении при Малаге. 21 марта 1705 года Лик снова помогает отбить атаку на Гибралтар. В результате союзники утверждаются на полуострове и получают важную базу на Средиземноморье.
В 1706 году французы пытаются вернуть контроль над Барселоной, захваченной англичанами в сентябре 1705 года. 22 мая эскадра Лика снимает осаду города. По дороге обратно в Англию Лик захватывает Картахену и Аликанте.
В 1707 году Джон Лик становится полным адмиралом.